# Eugnosta minor
Eugnosta minor es una especie de polilla de la tribu Cochylini, familia Tortricidae.
Fue descrita científicamente por Felder & Rogenhofer en 1875.

## Distribución
Se encuentra en Sudáfrica.